# تشارلز ماركيتي
تشارلز ماركيتي (بالفرنسية: Charles Marchetti) هو لاعب كرة قدم فرنسي في مركز حراسة المرمى، ولد في 17 يونيو 1942 في نيس في فرنسا، وتوفي بنفس المكان في 7 فبراير 2018. شارك مع منتخب فرنسا تحت 21 سنة لكرة القدم. أما مع النوادي، فقد لعب مع نادي أجاكسيو ونادي كان ونادي نيس.

## وصلات خارجية
- تشارلز ماركيتي على موقع قاعدة بيانات كرة القدم.إي يو (الإنجليزية)
- تشارلز ماركيتي على موقع عالم كرة القدم.نت (الإنجليزية)